# Уланов, Артем Алексеевич
Артем Алексеевич Уланов (род. 9 января 1996, Железнодорожный, Московская область) — российский пауэрлифтер, рекордсмен Москвы, чемпион мира по версии WPC-AWPC.  

## Биография
Воспитанник спортивной секции в Железнодорожном, он впервые начал посещать тренировки по пауэрлифтингу в пятнадцать лет. С ранних лет проявлял интерес к силовым видам спорта и активно участвовал в городских соревнованиях.
В 2013 году окончил МАОУ СОШ №14 и поступил в Балашихинский Государственный промышленно-экономический Колледж ГОУ СПО.
На сегодняшний день обладает показателями в троеборье: присед — 325 кг, жим — 185 кг, тяга — 365 кг и сумма — 875 кг.

## Общественная деятельность
В 2024 году основал общественное объединение-секцию "Золотые Петушки". Организация действует на благотворительных началах, для помощи детям попавшим в трудную жизненную ситуацию.